# Sliusareve, Bârzula
Sliusareve (în ucraineană Слюсареве) este un sat în comuna Savran din raionul Bârzula, regiunea Odesa, Ucraina.

## Demografie
Componența lingvistică a localității Sliusareve
     Ucraineană (95,98%)
     Rusă (2,82%)
     Alte limbi (0,8%)
Conform recensământului din 2001, majoritatea populației localității Sliusareve era vorbitoare de ucraineană (95,98%), existând în minoritate și vorbitori de rusă (2,82%).